# المحقق كونان (الموسم 19)
المحقق كونان هو الموسم التاسع عشر من سلسلة المحقق كونان (باليابانية: 名探偵コナン، تُنطق ميه‌‌تانتيه كۆنان أي المحقق العظيم كونان) تُرجمت رسميًا إلى المُحقق كونان، وهي سلسلة مانغا للكاتب غوشو أوياما حُولِّت إلى مسلسل أنيمي وحلقات أوفا وأفلام أنمي وألعاب فيديو ووسائط أخرى يابانية وقد بدأ عرض السلسلة من 27 فبراير 2010 ولغاية 15 فبراير 2011.
أُذيعت الحلقة الأولى في 8 يناير 1996 وعرضت الحلقات بالتوالي إلى أن وصلت إلى أكثر من 1,155 حلقة، وبذلك تحتل المركز الخامس عشر في قائمة أكثر الأنيميات من حيث عدد الحلقات. يتم عرض حلقة واحدة من الأنمي أسبوعيًّا على نبون تلفجن إلا في حالات عرض الأفلام فإنها قد تتأجل إلى أسبوعين أو أكثر. تتم دبلجة الأنيمي للغة العربية من قِبَل مركز الزهرة ولا تزال دبلجته مُستمرة لأكثر من ثمانية عشرة سنة منذ سنة 1998، حيث عُرض لأول مرة على تلفزيون قطر، وقد وصلت الحلقات المُدبلجة إلى 565 (537 بالنّظام الياباني) من أصل 1,155 حلقة.
يُعرَض المحقق كونان في اليابان على قناة نيبون تي في وقناة يوميأوري وقناة أنيماكس وقناة YTV اليابانية، وقد لاقى المحقق كونان رواجًا كبيرًا في اليابان حيث احتل مركزًا من ضمن المراكز الستة الأوائل في ست مناسبات مختلفة. وبحسب استطلاعات الرأي التي أجرتها مجلة أنيميج، اعتبر الأنيمي من بين أفضل 20 أنيمي تم إصداره خلال الفترة من عام 1996 ولغاية عام 2001. أيضا احتل المحقق كونان المركز الثالث والعشرين من ضمن قائمة أفضل 100 أنيمي، أجرته شبكة أساهي اليابانية في عام 2005.

## عناوين الحلقات
| #       | عنوان الحلقة                                             | تفاصيل الحلقة | تفاصيل الحلقة  |
| اليابان | باليابانية                                               | في المانغا    | تاريخ العرض    |
| ------- | -------------------------------------------------------- | ------------- | -------------- |
| 566     | الشريك هو سانتا                                          | فلر           | 27 فبراير 2010 |
| 567     | نية القتل الممطرة على الحمام المعدني                     | فلر           | 6 مارس 2010    |
| 568     | شيراتوري وذكريات زهرة الكرز (الجزء الأول)                | فصل 687-689   | 13 مارس 2010   |
| 569     | شيراتوري وذكريات زهرة الكرز (الجزء الثاني)               | فصل 687-689   | 20 مارس 2010   |
| 570     | جريمة احتمال إثباتها صفر                                 | فلر           | 27 مارس 2010   |
| 571     | معركة الكنز في المستودع المسكون (الجزء الأول)            | فصل 690-692   | 1 مايو 2010    |
| 572     | معركة الكنز في المستودع المسكون (الجزء الثاني)           | فصل 690-692   | 8 مايو 2010    |
| 573     | مكان التعويذة المحرجة (الجزء الأول)                      | فصل 693-695   | 15 مايو 2010   |
| 574     | مكان التعويذة المحرجة (الجزء الثاني)                     | فصل 693-695   | 22 مايو 2010   |
| 575     | حجة غياب الثوب الأسود (الجزء الأول)                      | فصل 696-698   | 29 مايو 2010   |
| 576     | حجة غياب الثوب الأسود (الجزء الثاني)                     | فصل 696-698   | 5 يونيو 2010   |
| 577     | اليراعات التي تضيء الحقيقة                               | فلر           | 19 يونيو 2010  |
| 578     | الفأل الأحمر المسبب لللأزمة                              | فصل 699-704   | 26 يونيو 2010  |
| 579     | الاقتراح الثالث عشر الأسود                               | فصل 699-704   | 3 يوليو 2010   |
| 580     | اقتراب المهلة السوداء                                    | فصل 699-704   | 10 يوليو 2010  |
| 581     | الهدف الأحمر المرتجف                                     | فصل 699-704   | 17 يوليو 2010  |
| 582     | الزومبي الذي مات ليلاً                                    | فلر           | 24 يوليو 2010  |
| 583     | حب المعلمة كوباياشي                                      | فصل 705-708   | 14 أغسطس 2010  |
| 584     | حب المفتش شيراتوري الضائع                                | فصل 705-708   | 21 أغسطس 2010  |
| 585     | حب زهرة الكرز الذي يتجاوز الزمن                          | فصل 705-708   | 28 أغسطس 2010  |
| 586     | قرن كيرين الذي اختفى في الظلام                           | فصل 712-715   | 4 سبتمبر 2010  |
| 587     | كيد ضد الأرواح الأربعة لفريق المتحرين الصغار             | فصل 712-715   | 11 سبتمبر 2010 |
| 588     | فخ مزرعة السقف                                           | فلر           | 18 سبتمبر 2010 |
| 589     | أسوأ عيد ميلاد (الجزء الأول)                             | فصل 709-711   | 25 سبتمبر 2010 |
| 590     | أسوأ عيد ميلاد (الجزء الثاني)                            | فصل 709-711   | 2 أكتوبر 2010  |
| 591     | منزل حوض السمك                                           | فلر           | 16 أكتوبر 2010 |
| 592     | التحقيق في قضية القرد والتسعة (الجزء الأول)              | فصل 716-718   | 23 أكتوبر 2010 |
| 593     | التحقيق في قضية القرد والتسعة (الجزء الثاني)             | فصل 716-718   | 30 أكتوبر 2010 |
| 594     | جولة العجائب السبع في هيروشما ومياجيما (جزء مياجيما)     | فلر           | 6 نوفمبر 2010  |
| 595     | جولة العجائب السبع في هيروشما ومياجيما (جزء هيروشما)     | فلر           | 11 نوفمبر 2010 |
| 596     | حجة غياب السقوط                                          | فلر           | 18 نوفمبر 2010 |
| 597     | سيناريو غرفة البخار المغلقة (الجزء الأول)                | فصل 722-724   | 27 نوفمبر 2010 |
| 598     | سيناريو غرفة البخار المغلقة (الجزء الثاني)               | فصل 722-724   | 4 ديسمبر 2010  |
| 599     | حليف العدالة                                             | فلر           | 11 ديسمبر 2010 |
| 600     | الحلم الذي رآه الكابا (الجزء الأول)                      | فصل 719-721   | 25 ديسمبر 2010 |
| 601     | الحلم الذي رآه الكابا (الجزء الثاني)                     | فصل 719-721   | 1 يناير 2011   |
| 602     | الشيطان الخفي في ملعب التنس                              | فلر           | 8 يناير 2011   |
| 603     | غرفة استحضار الأرواح مزدوجة الإغلاق (الجزء الأول)        | فلر           | 29 يناير 2011  |
| 604     | غرفة استحضار الأرواح مزدوجة الإغلاق (الجزء الثاني)       | فلر           | 5 فبراير 2011  |
| 605     | غرفة استحضار الأرواح مزدوجة الإغلاق (فتح الغرفة المغلقة) | فلر           | 12 فبراير 2011 |